# 페르디난트 4세
헝가리의 페르디난드 4세(헝가리어: IV. Ferdinánd) 또는 로마의 페르디난도 4세(Ferdinand IV, 1633년 9월 8일 ~ 1654년 7월 9일)는 페르디난트 3세와 스페인의 마리아 안나 사이에서 태어난 아들로서 레오폴트 1세의 형이었다. 스페인 펠리페 4세의 왕비인 마리아나가 그의 여동생이다. 후에 신성로마제국과 오스트리아 대공국의 지도자가 되기 위하여, 보헤미아와 헝가리, 독일의 군주등이 되지만 아버지보다 먼저 사망하면서, 신성로마황제가 되지 못하였고, 그의 동생인 레오폴트 1세가 그가 가졌던 작위들을 물려받으면서, 신성로마제국의 유력한 제위계승자가 되었다.